# Regasilus auriannulatus
Regasilus auriannulatus är en tvåvingeart som först beskrevs av James Stewart Hine 1906.  Regasilus auriannulatus ingår i släktet Regasilus och familjen rovflugor. Inga underarter finns listade i Catalogue of Life.